# Anglo-Araber
Der Anglo-Araber – in Polen auch als Malopolski bezeichnet – ist eine seit etwa 150 Jahren vor allem im Süden Frankreichs, in Polen und England gezüchtete Pferderasse, die eine Kreuzung aus englischem Vollblut und Vollblutaraber ist, und zur Gruppe der Vollblüter gehört. 
Hintergrundinformationen zur Pferdebewertung und -zucht finden sich unter: Exterieur, Interieur und Pferdezucht.

## Exterieur
Der Anglo-Araber wird als „edles Sportpferd“ mit dem Ziel gezüchtet, die Vorzüge beider Ausgangsrassen zu vereinen.
Der Kopf sitzt auf einem gut geformten Hals, der einer schrägen und langen Schulter entspringt. Der Widerrist ist deutlich abgesetzt und geht in einen kräftigen, kurzen Rücken über. Der Rumpf ist schmal und tief, die Hinterhand gut gewinkelt und bemuskelt. Die Kruppe ist leicht abfallend und geht in einen getragenen Schweif über. Das Fundament ist trocken, die Gelenke sehr klar. Die Hufe sind klein und hart.
Der Anglo-Araber ist auf Leistung gezüchtet und hat daher manchmal kleine Stellungsfehler. Die Gänge sind jedoch immer raumgreifend und flach, das Galoppier- und Springvermögen ausgeprägt.

## Interieur
Jedes Jahr finden regelmäßig Treffen statt, bei denen Galopprennen veranstaltet werden, um die Leistungen der gezüchteten Pferde zu beurteilen.
Der Anglo-Araber ist ein vielseitiges Reitpferd. Er ist robust, widerstandsfähig und zeichnet sich in allen Disziplinen durch eine ausgeprägte Leistungsbereitschaft aus. Insbesondere in der Vielseitigkeitsreiterei spielt er seine Stärken aus. Bei Olympischen Spielen und Weltmeisterschaften hat er schon vielen Reitern zu Medaillen verholfen.

## Zuchtgeschichte
Durch Kriege und Handelsbeziehungen mit den in Spanien ansässigen Mauren kam es schon früh zu einer Einfuhr orientalischer Pferde in den Süden Frankreichs. Auch die Kreuzritter brachten von ihren Kriegszügen in den vorderen Orient weitere Pferde ins Land. Schließlich führte die Vorliebe Napoleons für arabische Hengste als Leibrösser zu einer Förderung der Zucht, indem er die in Ägypten erbeuteten Hengste im Gestüt Pompadour stationieren ließ.
Der Pfälzer Herzog Christian IV. betrieb schon früh in Zweibrücken eine erfolgreiche Anglo-Arabische Zucht. Durch dort erbeutete Pferde kam der damalige Direktor von Pompadour – Eugène Gayot, der ab 1847 zum Generalinspekteur über sämtliche französischen Gestüte ernannt wurde – zur Erkenntnis der Vorzüge der Kreuzungszucht zwischen Arabischen und Englischen Vollblütern und begründete daraufhin die französische Anglo-Araber-Zucht im großen Stil. Das Ziel war bereits damals die Verschmelzung der Vorzüge beider Ursprungsrassen zur Schaffung eines hochedlen und schnellen Sportpferdes.
Zur Zucht sind nur Anglo-Araber, Arabische und Englische Vollblüter zugelassen. Die in dem Stutbuch der Anglo-Araber eingetragenen Tiere müssen mindestens 25 % arabische Vorfahren in der vierten Ahnenreihe vorweisen, wobei neben dem Arabischen Vollblut auch der Shagya-Araber anerkannt wird. Die Reitpferde unter den Anglo-Arabern haben sehr häufig sogar bis zu 75 % arabische Abstammung, während die anglo-arabischen Rennpferde zum größten Teil von englischen Vollblütern abstammen. Gute Hengste sind als Veredler in vielen Rassen, speziell europäischen Warmblutzuchten, begehrt, denen sie Schmelz und Härte vererben.
Besondere Berühmtheit erreichten z. B. der in der Trakehnerzucht eingesetzte Hengst Nana Sahib (geb. 1900) und der in Oldenburg eingesetzte Hengst Inschallah (geb. 1968). Daneben existiert in Polen mit dem Malopolski eine Anglo-Araber-Zucht, aus der z. B. der in der Reiterwelt berühmte Ramzes (geb. 1937) hervorgegangen ist, der zum Begründer der berühmten deutschen Sportpferdelinie „R“ wurde. Neben diesen genannten gibt es noch den Springvererber Matcho, der sehr viel in der Warmblutzucht eingesetzt wurde. Darüber hinaus gibt es viele weitere ausgezeichnete Hengste, die beim VZAP (Verband der Züchter und Freunde des Arabischen Pferdes) oder beim ZSAA (Zuchtverband für Sportpferde Arabischer Abstammung) unter der Rassebezeichnung Angloaraber geführt werden.

## Anglo-Arabisches Vollblut

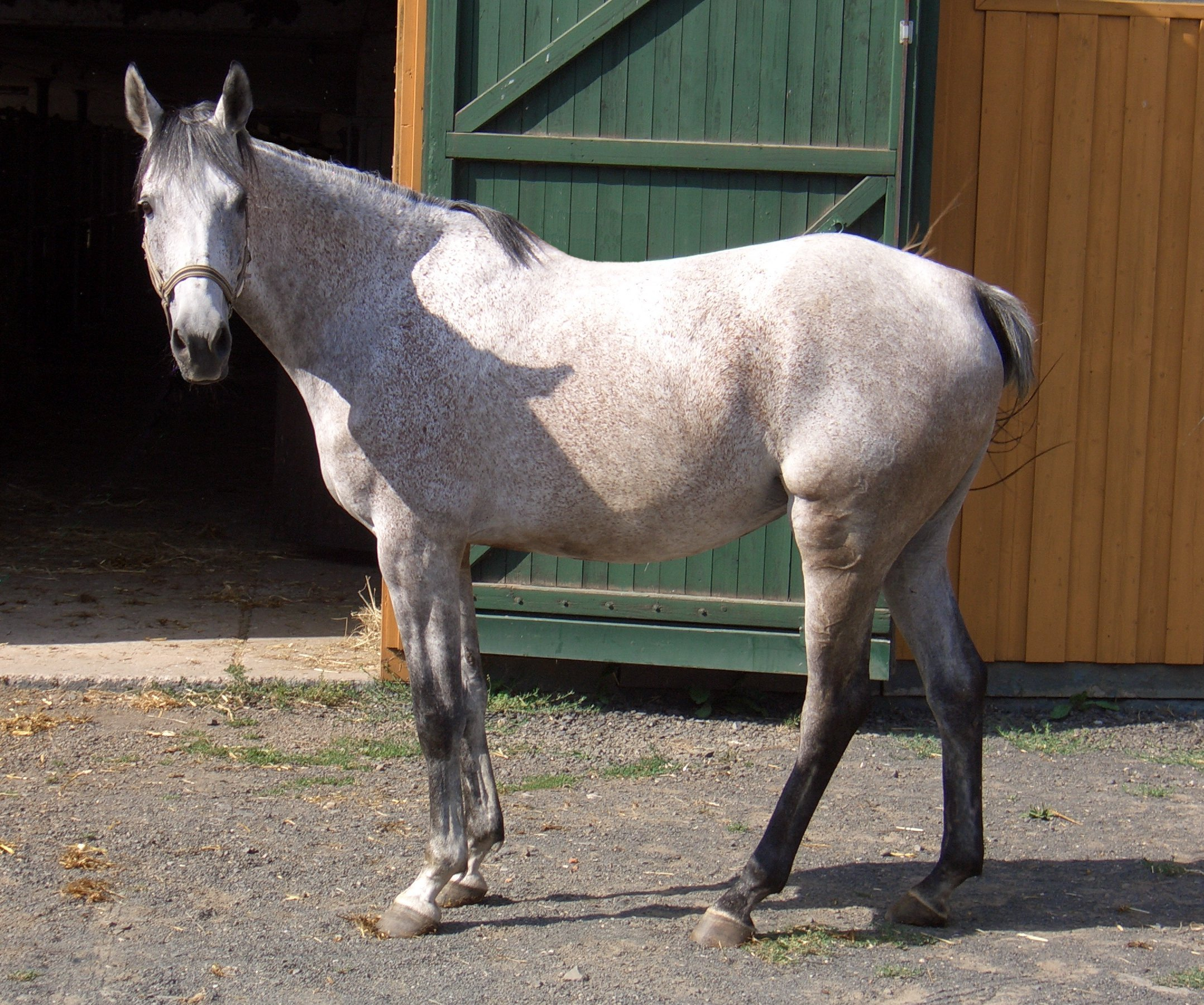
AAV-Stute

Das Anglo-Arabische Vollblut (AAV) ist eine Untergruppe der Pferderasse Anglo-Araber, sie werden auch als Anglo-Araber der Sektion 1. geführt.
Während in Polen das AAV durch den Zusatz xxoo nach dem Namen kenntlich gemacht wird, ist jedoch der in Deutschland und Frankreich verwendete Zusatz x der internationale Standard.
Entgegen der Rassedefinition des Anglo-Arabers definiert sich das Anglo-Arabische Vollblut dadurch, dass seine Vorfahren ausschließlich Arabische Vollblüter oder Englische Vollblüter waren oder wiederum nur von diesen abstammen. Jede Form von Fremdblut ist für die Bezeichnung AAV unzulässig. Es gibt heute wenige Pferde dieser Rassengruppe, die über mehrere Generationen in Reinzucht erhalten sind, da in den meisten Fällen Shagyablut mit eingeflossen ist, die im Vergleich zu den Arabischen Vollblütern einen kräftigeren Körperbau haben und somit dem Zuchtziel eines Anglo-Araber näher kommen. In Frankreich gibt es die größten Bestände des Anglo-Arabische Vollbluts, da die Rasse dort ihren Ursprung hat und dementsprechend viel Wert auf Reinzucht gelegt wurde.